# Ulf Örnkloo
Ulf Sverker Bertil Örnkloo, född 15 augusti 1934 i Skellefteå, död 24 november 2016 i Uppsala, var en mångsysslande svensk kulturjournalist och programledare i radio.

## Biografi
Ulf Örnkloo växte upp i Skellefteå. Som gymnasist var han aktiv i skoltidningen och skrev reportage för Nordsvenska Dagbladet 1952–1958. Han studerade nordiska språk, litteratur, engelska och svenska vid Uppsala universitet samtidigt som han var kritiker i Norra Västerbotten. En halvtidstjänst som lärare vid Bolandsgymnasiet i Uppsala kombinerades med licentiatstudier. Avhandlingen Fröknarna von Pahlen och tryckfriheten lades fram 1967.
Detta år, 1967, började Ulf Örnkloo också som medarbetare på Sveriges Radio. 1972–1979 var han chef för redaktionen för litteratur och konst på radion. Under åren fram till sin pensionering 1999 hann han leda eller medverka i en lång rad program, bland andra Bokfönstret, Kulturnytt, Kaliber och Deadline. Han var även sommarpratare i P1 den 26 augusti 1976. Han specialiserade sig på nordisk skönlitteratur och på kriminallitteratur. En tid arbetade han även för dansk och norsk radio.
Ulf Örnkloo redigerade antologier, översatte spänningsromaner från danska och norska – oftast tillsammans med dottern Helena – och medverkade som redaktör och skribent i tidskriften Jury. Han var styrelseledamot i Svenska deckarakademin, Kulturfonden för Sverige och Finland, Sveriges författarfond med mera. 1989–2005 undervisade han i retorik vid Uppsala universitet.
Han var gift med gymnasieläraren Hjördis Örnkloo och far till två barn. Ulf Örnkloo är begravd på Uppsala gamla kyrkogård.